# Siège de Golubac
Guerre entre les Ottomans et le royaume de Hongrie
Le siège de Golubac (hongrois : Galambóc) était un conflit militaire entre l'alliance hongroise-valaque-lituanienne contre l'empire ottoman en mai 1428. Ce siège fut la première bataille de l'histoire militaire hongroise dans laquelle l'armée hongroise utilisa une artillerie importante. Cependant, ils n'ont pas pu capturer Golubac et ont été vaincus par l'armée principale ottomane, dirigée par le sultan Mourad II. Après la bataille, la majeure partie de la Serbie et de la Bosnie a été conquise par l'armée ottomane.

## Contexte
À la fin du XIVe siècle, l'Empire ottoman a conquis la plupart des Balkans et est arrivé aux frontières méridionales du Royaume de Hongrie. Après la bataille du Kosovo Polje (1389), la Serbie a été menacée par les Ottomans. C'est pourquoi, en 1426, Stefan Lazarević, le despote serbe, passa un accord avec le roi hongrois Sigismond de Luxembourg : les forteresses de Belgrade et Golubac furent assignées à la Hongrie en échange de la protection de Sigismond de la Serbie et de sa reconnaissance de Đurađ Branković comme successeur de Despote Stefan.
Après la mort de Lazarević en 1427, Sigismund a demandé à Branković d'honorer l'accord, mais le despote serbe était réticent. Par conséquent, Sigismund a dû prendre la forteresse de Belgrade avec la force militaire. Après cet événement, le connétable serbe de Golubac céda la forteresse aux Ottomans au nom de Sigismond.

### Siège
En raison de son emplacement stratégique, Sigismond ne voulait pas laisser Golubac aux Ottomans. Au cours de l'hiver 1427, il construisit la forteresse de Lászlóvára (hu) (aujourd'hui en Roumanie) de l'autre côté du Danube depuis Golubac. Cette forteresse est devenue le point de départ de la campagne contre les Ottomans. Lorsque l'attaque a commencé, Sigismund comptait environ 15 000 à 20 000 soldats. L'armée de Sigismond comprenait également des régiments auxiliaires lituaniens et valaques, commandés par Zawisza le Noir et Dan II de Valachie.
Fin avril, les troupes chrétiennes ont attaqué Golubac. Pour la première fois dans l'histoire militaire hongroise, l'armée hongroise a utilisé l'artillerie dans un conflit militaire. Les soldats ont bombardé la forteresse depuis des navires de guerre et depuis Lászlóvára. Les défenseurs ottomans de Golubac ont bien résisté, mais les bombardements ont détruit les murs. Sigismond a planifié un assaut contre les murs lorsqu'une importante armée ottomane, dirigée personnellement par Mourad, est arrivée pour sauver la forteresse. Sigismond n'engagea pas le sultan dans une bataille ouverte et atteignit plutôt un armistice: les chrétiens arrêteraient leurs attaques et se retireraient en paix.
L'armée chrétienne a commencé à traverser le Danube en retraite lorsque les Ottomans ont rompu l'armistice et organisé une attaque surprise. Pendant la bataille, les gardes de Sigismond étaient dirigés par Stephen Rozgonyi (en), Ispán du comté de Temes, dont l'épouse, Cecília Rozgonyi (en), organisa personnellement la traversée du Danube. Des soldats lituaniens, y compris leur commandant, ont été tués alors qu'ils couvraient le passage des troupes hongroises et valaques.

### Conséquences
Après la défaite hongroise, Mourad II a organisé une offensive contre la Serbie, dont le despote, Branković, a finalement accepté d'être le vassal de l'Empire ottoman. Après la défaite serbe, les Ottomans ont envahi la Bosnie et ont vaincu Tvrtko II de Bosnie, conquérant certaines des forteresses les plus importantes.
Immédiatement après la bataille, Sigismond a commencé à organiser un système de défense contre les Ottomans. Il a envoyé une armée importante à Belgrade et a remis la défense du bannissement de Szörény aux chevaliers teutoniques. Cependant, Mourad n'a pas attaqué la Hongrie et s'est plutôt concentré sur le siège de Thessalonique. En 1430, ils atteignirent un armistice qui dura jusqu'en 1432.

## Sources
- Szilágyi, Sándor: A Magyar Nemzet Története
- Hungarian Catholic Enciclopedy